# Hypogymnia physodes
Hypogymnia physodes има фоликулни талус, глатки и рефлектирани одозго, равни до конвексни, шупљи, блиједи до зелено-сиви, тамносмеђи до црни са доње стране. Врхови су често окренути. Апотхециа ретка, сталкаста, са црвено-смеђим дисковима. Рспрострањеност широм Европе, честа на стаблима киселих кора.